# Grunay
Grunay (fornnordiska: Groeney, "Grönö") är en av öarna som bildar Out Skerries i östra Shetlandsöarna, i Nordsjön, nordost om Skottland, Storbritannien. Grunay är nu för tiden obebodd  På ön ligger den tidigare fyrvaktarens hus, som skötte fyrtornet på närliggande Bound Skerry. Detta hus står öde sedan fyrljuset automatiserades 1972.